# ريكاردو موران
ريكاردو موران (بالإسبانية: Ricardo Morán Paolantonio)‏ هو ممثل أرجنتيني، ولد في 25 مايو 1941 ببوينس آيرس في الأرجنتين، وتوفي بنفس المكان في 3 يونيو 2015.

## وصلات خارجية
- ريكاردو موران على موقع IMDb (الإنجليزية)
- ريكاردو موران على موقع قاعدة بيانات الفيلم (الإنجليزية)
- ريكاردو موران على موقع كينوبويسك (الروسية)